# Murray Schisgal
Murray Joseph Schisgal (Nueva York, 25 de noviembre de 1926 – Port Chester, 1 de octubre de 2020) fue un guionista y dramaturgo estadounidense.

## Biografía
Schisgal nació en Brooklyn, hijo de inmigrantes, Irene (Sperling), una oficinista de banca y Abraham Schisgal, un sastre. Schisgal obtuvo su primero reconocimiento en 1963 con las obras off-Broadway The Typists y The Tiger, que recibió el Drama Desk Award. Su debut en Broadway fue en 1965 con la obra Luv, que fue nominada a los Premios Tony a la mejor obra y al mejor autor. Otros obras firmadas por él son Jimmy Shine, 74 Georgia Avenue, Naked Old Man y All Over Town. Esta última se reciba la nominación de la Drama Desk.[cita requerida]
Schisgal también escribió The Love Song of Barney Kempinski, que fue la primera presentación de ABC Stage 67, y el guion de The Tiger Makes Out. Junto a Larry Gelbart, Schisgal coescribió el guion de Tootsie, por lo que fuenominado a los Premios Óscar, Globo de Oro, y los BAFTA, y ganó los premios Writers Guild of America, New York Film Critics Circle, National Society of Film Critics y la Los Angeles Film Critics Association.
Schisgal murió el 1 de octubre de 2020, en Port Chester a los 93 años.

## Premios y nominaciones
Premios Óscar
| Año  | Categoría            | Película | Resultado |
| ---- | -------------------- | -------- | --------- |
| 1983 | Mejor guion original | Tootsie  | Nominado  |